# Harold Shumate
Harold Shumate (7 de setembro de 1893 – 5 de agosto de 1983) foi um roteirista norte-americano. Ele escreveu os roteiros para 100 filmes mudos entre 1917 e 1954. Também atuou como produtor no filme The River Woman (1928).

## Filmografia parcial
- Hitchin' Posts (1920)
- The White Sin (1924)
- Miss Brewster's Millions (1926)
- The Tigress (1927)
- After the Storm (1928)
- The River Woman (1928)
- Companionate Marriage (1928) (não creditado; co-diretor com Erle C. Kenton)
- Heritage of the Desert (1932)
- Counsel for Crime (1937)
- Man of Conquest (1939)
- Trail of the Vigilantes (1940)
- The Man with Nine Lives (1940)
- The Forest Rangers (1942)
- The Kansan (1943)
- Abilene Town )1946)
- Saddle Tramp (1950)
- Pride of the Blue Grass (1954)